# ISS-Expeditie 26
ISS Expeditie 26 was de zesentwintigste missie naar het internationaal ruimtestation ISS. De missie stond gepland voor december 2010.
Het was de vijfde missie die zes bemanningsleden heeft. De commandant van deze missie was Scott Kelly van de NASA. Aangezien er zes bemanningsleden naar het ISS vertrekken moesten er twee Sojoezraketten gelanceerd moeten worden, omdat elke Sojoez maar drie bemanningsleden kan vervoeren. ISS-commandant Scott Kelly is een broer van Mark E. Kelly, de bevelhebber van STS-134.

## Bemanning
| Positie           | Eerste deel (december 2010)                 | Tweede deel (december 2010 tot maart 2011)   |
| ----------------- | ------------------------------------------- | -------------------------------------------- |
| Commander         | Scott Kelly, NASA 3e ruimtevlucht           | Scott Kelly, NASA 3e ruimtevlucht            |
| Flight Engineer 1 | Aleksandr Kaleri, Roskosmos 5e ruimtevlucht | Aleksandr Kaleri, Roskosmos 5e ruimtevlucht  |
| Flight Engineer 2 | Oleg Skripotsjka, Roskosmos 1e ruimtevlucht | Oleg Skripotsjka, Roskosmos 1e ruimtevlucht  |
| Flight Engineer 3 |                                             | Dmitri Kondratjev, Roskosmos 1e ruimtevlucht |
| Flight Engineer 4 |                                             | Catherine Coleman, NASA 3e ruimtevlucht      |
| Flight Engineer 5 |                                             | Paolo Nespoli, ESA 2e ruimtevlucht           |

## Reservebemanning
- Ronald Garan, voor Kelly
- Anatoli Ivanisjin, voor Kondratyev
- Oleg Kononenko, voor Skripochka
- Anton Sjkaplerov, voor Borisenko